# CA Tiro Federal
Der Club Atlético Tiro Federal Argentino ist ein Fußballverein aus Rosario in der Provinz Santa Fe, Argentinien.
Der Klub wurde am 29. März 1905 gegründet. Ursprünglich teilten sich die Fußballer ein Feld mit dem Schützenverein, daher der Name (Tiro = "Schuss") auf einem Bahngelände. Der neue Verein war 1907 eines der Gründungsmitglieder der Liga von Rosario, welche er in den Jahren 1920, 1925 und 1926 gewann. 1944 professionalisierte sich der Verein und Tiro Federal trat dem Argentinischen Fußballverband AFA bei. In den nächsten Jahrzehnten spielte Tiro Federal hauptsächlich in der zweiten oder dritten Liga und musste nach finanziellen Schwierigkeiten sogar wieder in die lokale Liga absteigen.
Ende der 1990er-Jahre übernahm der Geschäftsmann Carlos Dávola die Leitung des Klubs. Unter seiner Führung begann der Aufstieg Tiro Federals. In der Saison 1998/99 erreichte man mit dem zweiten Platz im Torneo Argentino B (vierthöchste Spielklasse) den Aufstieg in die Torneo Argentino A.
Nach dem 1. Platz in der Clausura 2003 stieg man in die zweithöchste Liga, die Nacional B, auf, und 2004 gelang schließlich mit dem Gewinn der Apertura der Aufstieg in die oberste Liga, die Primera División. 2006 stieg der Verein allerdings wieder die zweite Liga ab. Seit 2016 spielt der Verein im viertklassigen Torneo Federal B.

## Stadion
Der Klub besitzt ein eigenes Stadion im Bezirk Ludueña von Rosario, genannt Fortín de Ludueña (Festung von Ludueña), das aber nicht den Bestimmungen für Erstligaspiele entspricht. Tiro Federal trug seine Heimspiele der Primera División daher in der nahe gelegenen Stadt Arroyo Seco im Stadion des Club Real Arroyo Seco aus. Für bedeutende Spiele wird das Stadion der Newell’s Old Boys verwendet.